# Dirección General de Seguridad (Siria)
La Dirección General de Seguridad (en árabe: إِدَارَةُ الْمُخَابَرَاتِ الْعَامَّةِ, transliterado Idarat al-Mukhābarāt al-Ammāh) fue el servicio de inteligencia civil más importante que existió en Siria, conocido por su importante papel en la represión de la disidencia.

## Historia
Creada en 1971, sus orígenes se hallan muy influenciados por el modelo establecido durante el Mandato francés de Siria.

### Guerra Civil Siria
Durante la Guerra Civil Siria, la dirección General de Seguridad tuvo un rol un importante papel en la represión contra los llamados rebeldes sirios y los grupos islamistas. 

### Disolución
Este organismo, junto a otras instituciones sirias baazistas, fue disuelta en diciembre de 2024 tras la caída del régimen de Bashar Al-Assad. 
Anas Khattab, quien fue nombrado como Jefe de Inteligencia Sirio, explicó que el organismo de inteligencia del país sería reformada tras la disolución de todas las entidades de seguridad existentes. 

## Organización
Orgánicamente, estuvo subordinario al Ministerio del Interior. y se dividió en tres ramas:

### División de Seguridad Interna
Fue la encargada de hacer labores de vigilancia de la población dentro de las fronteras limítrofes del territorio sirio.

### División de Seguridad Externa
Se encargaba de realizar labores de inteligencia en el extranjero

### División de Asuntos Palestinos
Se encargó de monitorear la actividad de grupos palestinos tanto en Siria como en el Líbano.